# 本多英明
本多 英明（ほんだ ひであき、1949年7月16日 - 2003年4月5日）は、日本の英文学者。立教大学文学部英文科卒、同大学院博士課程満期退学、相模女子大学短期大学部講師、助教授、相模女子大学英文科教授。

## 著書
- 『英国の子どもの本 「子ども観」の変遷小史』新人物往来社 1983
- 『ジョージ・オーウェル ある時代の偶像』新人物往来社 1984
- 『トールキンとC・S・ルイス』笠間書院 1985、新版2006
- 『四人の旅立ち 児童文学の秘密の力』芸林書房 1992

### 共編著
- 『TOEICスーパー模試600問 模試3回分の予想得点付き』木村哲夫・George W.Piferと解説 アルク 1996
- 『たのしく読める英米児童文学 作品ガイド120』桂宥子・小峰和子共編著 ミネルヴァ書房 シリーズ・文学ガイド 2000
- 『英米児童文学辞典』定松正共編著 研究社 2001
- 『英米児童文学の宇宙 子どもの本への道しるべ』編著 ミネルヴァ書房 Minerva英米文学ライブラリー 2002
- 『TOEICテスト新模試600問』 木村恒夫監修 小澤喬・木村哲夫と解説 アルク 改訂版2003

### 翻訳
- ジェフリー・メイヤーズ『オーウェル入門』 大石健太郎・吉岡栄一共訳、彩流社 1987
- キット・ピアソン『丘の家、夢の家族』 徳間書店 2000

## 参考
- [ISBN 978-4-305-70321-7]
- 『現代日本人名録』2002年